# كارولينا كوسينسكا
كارولينا كوسينسكا (بالبولندية: Karolina Kosińska) مواليد 17 يونيو 1986 في وارسو، هي لاعبة كرة مضرب بولندية سابقة بدأت مسيرتها كمحترفة سنة 2004 وكانت تلعب باليد اليمنى. أعلى تصنيف لها في الفردي كان 253. أعلى تصنيف لها في الزوجي كان 144.

## روابط خارجية
- كارولينا كوسينسكا على موقع رابطة محترفات التنس (الإنجليزية)
- كارولينا كوسينسكا على موقع الاتحاد الدولي لكرة المضرب (الإنجليزية)
- كارولينا كوسينسكا على موقع كأس بيلي جين كينغ (الإنجليزية)
- كارولينا كوسينسكا على موقع خلاصة التنس.كوم (الإنجليزية)